# Michael Dahl Andersen
 Der er flere personer med dette navn, se Michael Andersen.
Michael Dahl Andersen (født 29. januar 1974 i København), er en tidligere professionel dansk basketballspiller. Han er 2.13 m høj og har i sin karriere spillet en lang række år i udlandet – både i italienske og græske klubber – inden han trak sig tilbage i 2009. Han repræsenterede Danmark i perioden 1995-2006. 

## Externe henvisninger
- Player Profile – AEK.com
- LegaBasket Stats Arkiveret 29. maj 2011 hos  Wayback Machine